# Oratorio di Santa Croce (Villanova Monteleone)
L'oratorio di Santa Croce è un edificio religioso situato a Villanova Monteleone, centro abitato della Sardegna nord-occidentale. Consacrato al culto cattolico, fa parte della parrocchia di San Leonardo da Limoges, diocesi di Alghero-Bosa.

La chiesa, edificata nel XVI secolo, conserva al proprio interno una pregevole pala d'altare, recentemente restaurata.

## Galleria d'immagini

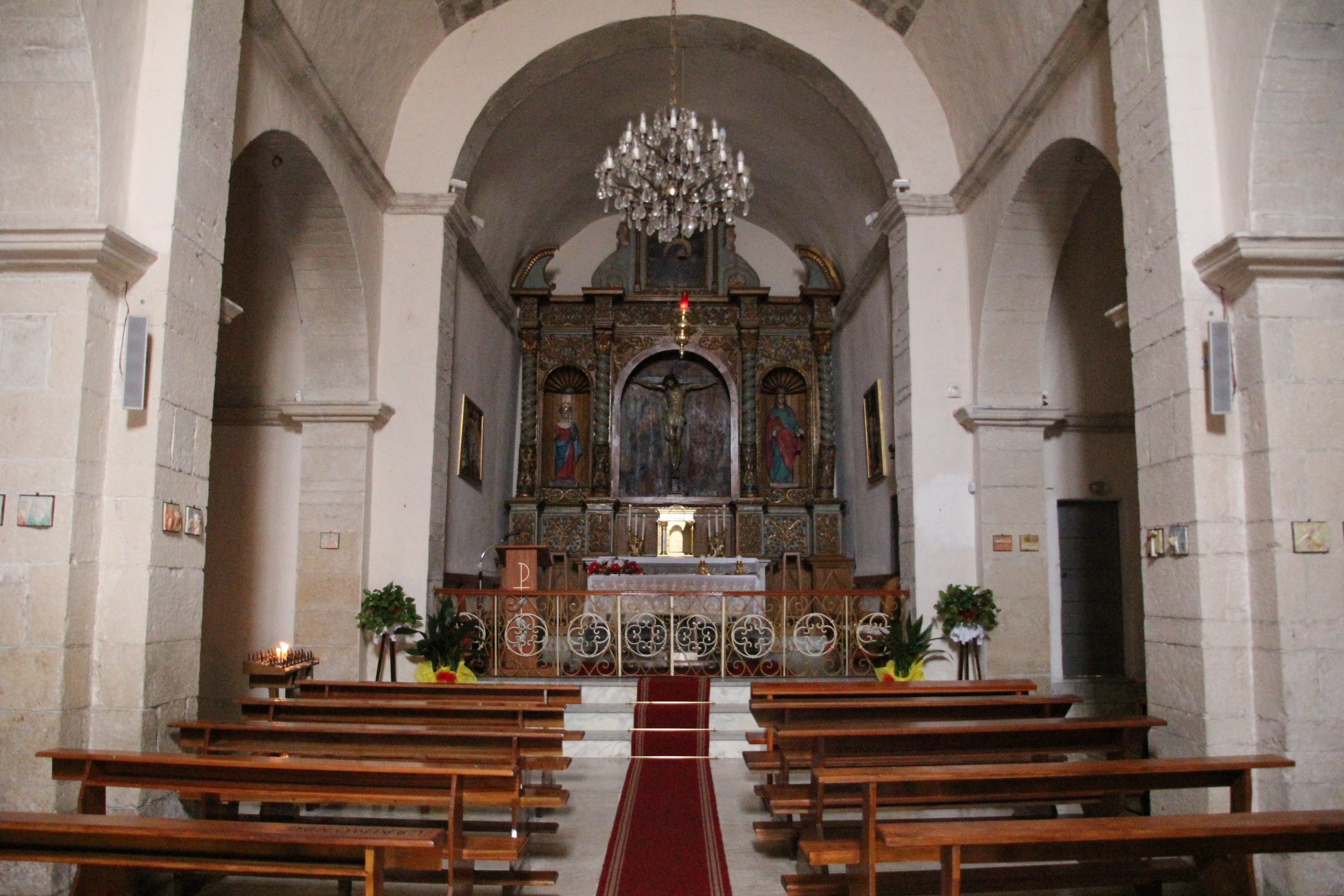
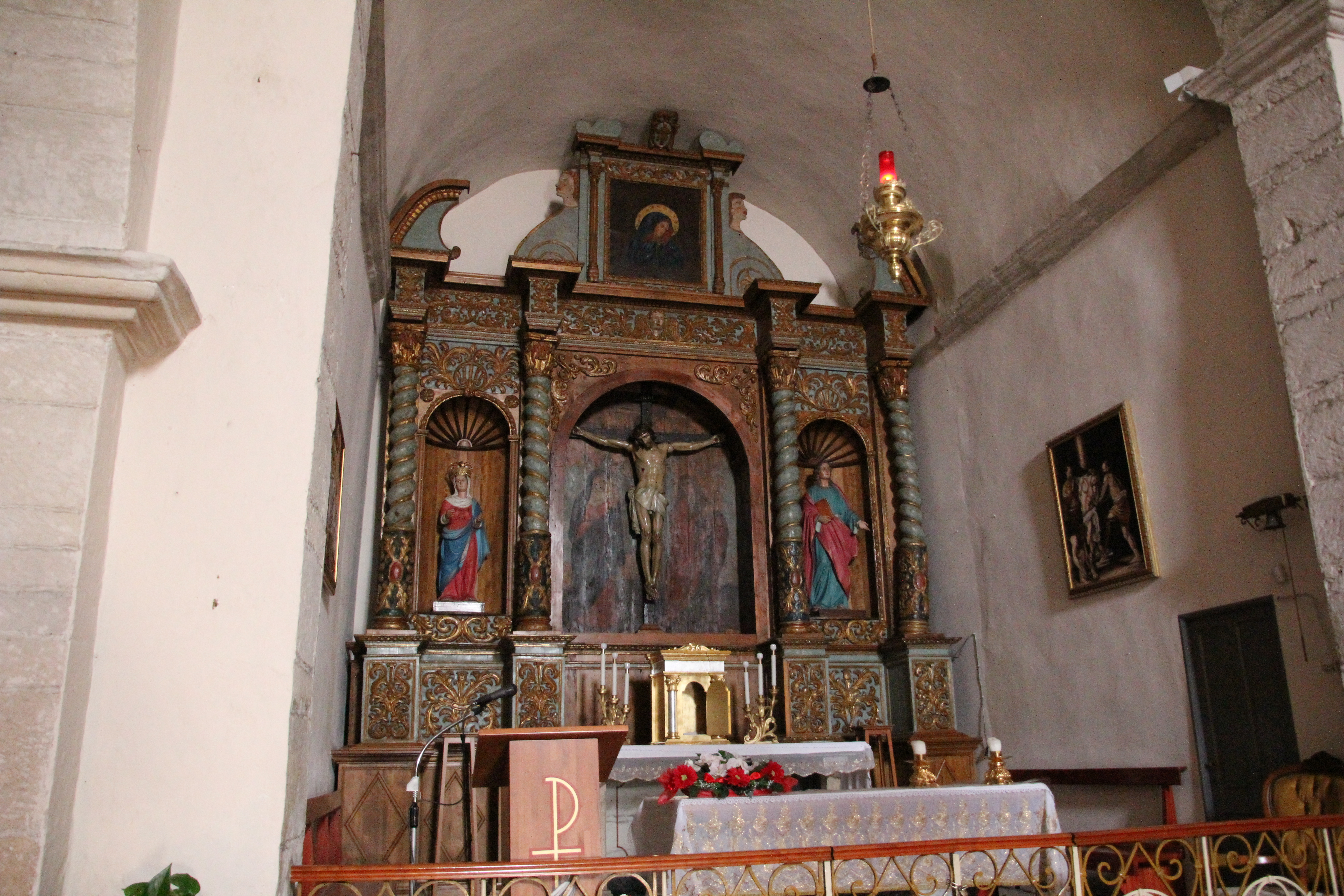
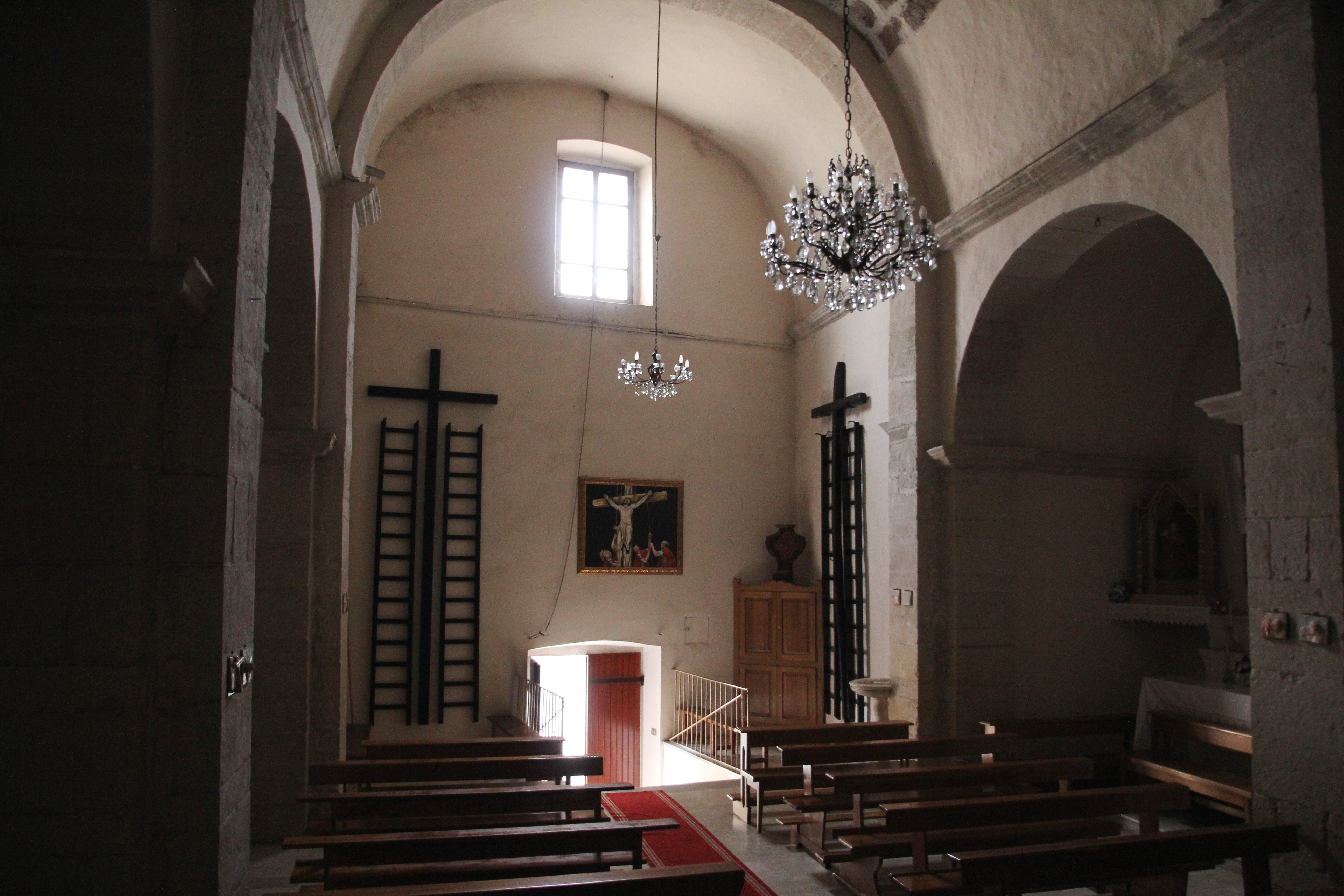